# Códice Ríos
El Códice Ríos es una traducción ampliada al italiano de un manuscrito de la era colonial española, Códice Telleriano-Remensis, atribuido parcialmente a Pedro de los Ríos, un fraile dominico que trabajó en Oaxaca y Puebla entre 1547 y 1562. El Códice Ríos probablemente fue escrito y dibujado en Italia después de 1566.
El manuscrito se centra en la cultura Tolteca-Chichimeca en el Valle Tehuacán (actual Puebla y Oaxaca). Se puede dividir en siete secciones:
- Tradiciones cosmogológicas y mitológicas con énfasis sobre las cuatro épocas.
- Un almanaque, o tonalámatl, para el Tonalpohualli, el año sagrado de 260 días común en los calendarios mesoamericanos.
- Tabla de Calendarios para los años 1558 a 1619, sin dibujos.
- Un calendario de festival de 18 meses, con los dibujos de los dioses de cada período.
- Rituales tradicionales, con los retratos de Indios.
- Crónicas ilustradas de los años 1195 al 1549 empezando por la migración de Chicomoztoc y cubriendo los últimos acontecimientos en el Valle de México.
- Los glifos de los años 1556 a 1562, sin dibujos ni texto.

En este códice aparece una presentación que ha permitido ubicar el hábitat de varios Dioses y la simbología de los colores en relación con los espacios cósmicos, hay en ellos regiones presididas por el blanco, el negro o verdinegro, el rojo, el amarillo y el azul donde cada astro recorre un camino celeste específico.
El Códice Ríos consiste en 101 páginas de papel europeo, doblado en acordeón. Se encuentra en la Biblioteca Vaticana (Roma) y se conoce también como el Códice Vaticano A, el Codex Vaticanus A, y el Codex Vaticanus 3738.

## Galería

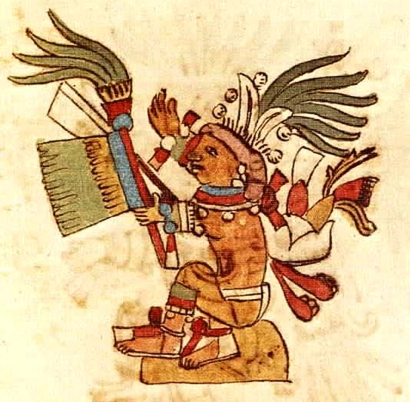
Centéotl dios del maíz
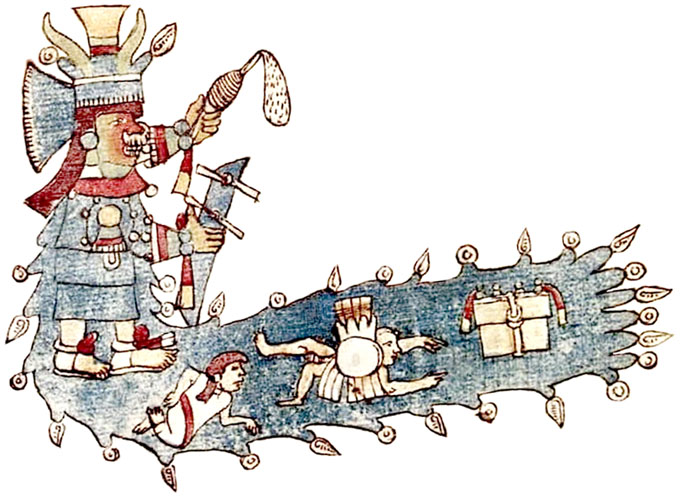
Chalchitlicue dios de los lagos
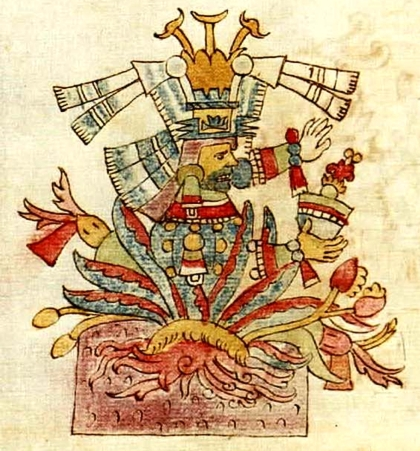
Mayáhuel diosa del maguey y la fertilidad
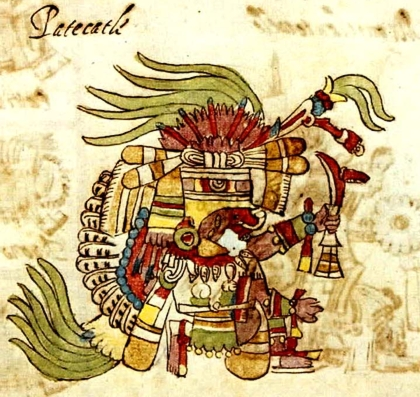
Patécatl dios sanador
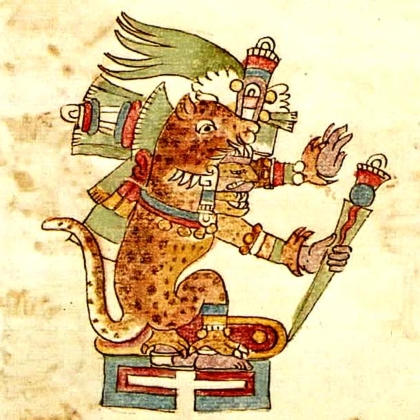
Tepeyóllotl dios de los terremotos
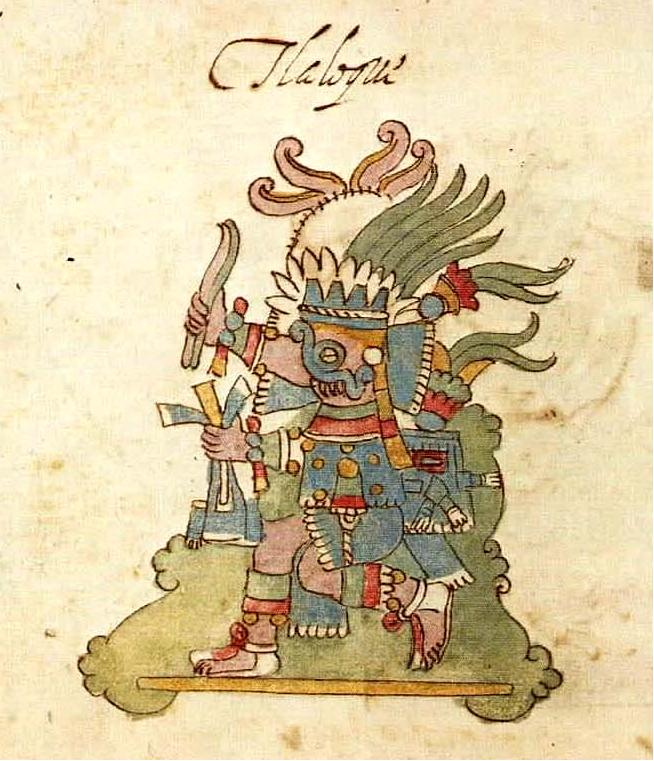
Tláloc dios de la lluvia y la fertilidad
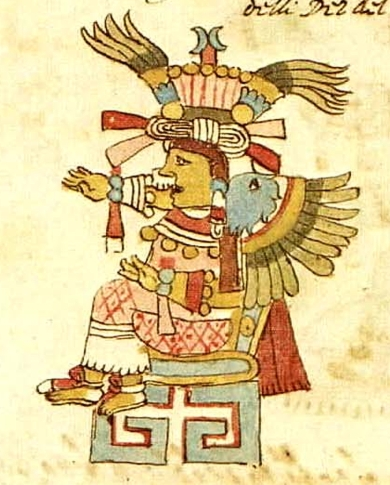
Xochiquétzal diosa de lo femenino
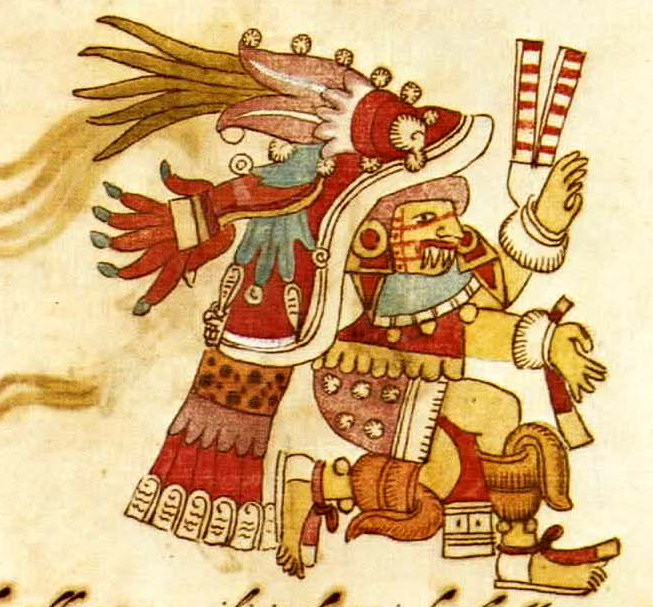
Chantico diosa consorte del dios del fuego

- Datos: Q1106235
- Multimedia: Codex Ríos / Q1106235